# يسار يهودي

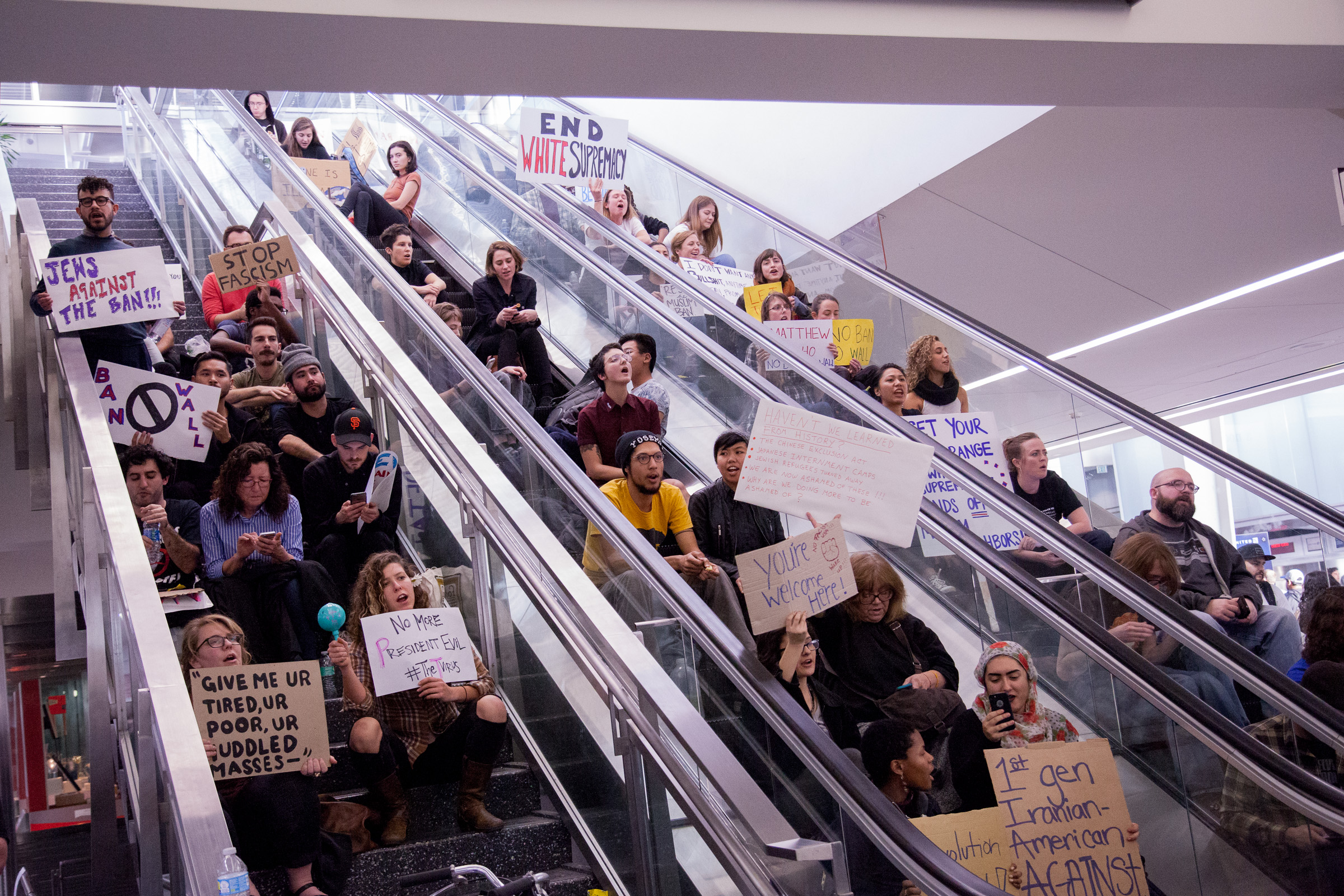

يتألف اليسار اليهودي من يهود يتماهون مع القضايا اليسارية أو الليبرالية أو يدعمونها عن كامل إدراكهم كيهوديين، إما فرادى أو من خلال تنظيمات، علماً أن اليسار اليهودي لا يتألف من منظمة أو حركة واحدة فقط.
لقد شكّل اليهود قوى عظمى في تاريخ الحركة العمالية، وحركة مراكز الخدمات الاجتماعية، وحركة حقوق المرأة، والنشاطات المناهضة للعنصرية، والعديد من أنماط المنظمات المعادية للفاشية والرأسمالية في أوروبا، والولايات المتحدة الأمريكية وإسرائيل الحديثة.
يزخم تاريخ اليهود بانخراطهم في اللاسلطوية، والاشتراكية، والماركسية والليبرالية الغربية، ورغم أن مصطلح «يساري» يشمل مجموعة من السياسات، كان العديد من المعالم «اليسارية» المشهورة يهوداً مولودين لعائلات يهودية وعلى اتصال متفاوت الدرجات مع الدين اليهودي، أو المجتمعات، أو الثقافة، أو التقاليد اليهودية بمتغيراتها العدّة.

## تاريخ
تعود الجذور الفلسفية لليسارية اليهودية إلى الحركة التنويرية اليهودية، أو الهاسكالا، التي قادها مفكّرون أمثال موسى مندلسون، بالإضافة إلى دعم العديد من اليهود الأوروبيين، مثل لودفيج بورنه، للأهداف الجمهورية العليا في أعقاب الثورة الفرنسية والحروب النابليونية.
ظهرت في القرنين الثامن عشر والتاسع عشر حركة تحرير لليهود انتشرت عبر أوروبا، وارتبطت بشكل وثيق مع نشوء الليبرالية السياسة، بالاعتماد على مبادئ التنوير عن الحقوق والمساواة بموجب القانون، ونظراً لتمثيل الليبراليين اليسار السياسي في ذاك الزمن، أصبح اليهود المتحررون، بدخولهم الثقافة السياسية للشعوب التي عاشوا ضمنها، أكثر ارتباطاً بالأحزاب الليبرالية.
لذلك دعم العديد من اليهود الثورة الأمريكية عام 1776، والثورة الفرنسية عام 1789، والثورات الأوروبية التي حصلت عام 1848، ومن جهة أخرى عمد يهود إنكلترا للتصويت لصالح الحزب الليبرالي، الذي قاد الكفاح البرلماني في سبيل تحررهم، وهو اتفاق أسماه بعض الباحثين «التسوية الليبرالية اليهودية».

## بزوع الطبقة العاملة اليهودية
ظهرت في العصر الصناعي في أواخر القرن التاسع عشر طبقة عاملة يهودية في مدن أوروبا الشرقية والوسطى، وبعد مدة ليست بطويلة، نشأت حركة عمالية يهودية أيضاً، فتشكّلت الجبهة العمالة اليهودية العامة في ليتوانيا، وبولندا وروسيا عام 1897، كما تأسست منظمات يهودية اشتراكية مميزة وانتشرت عبر إقليم الاستيطان اليهودي في الإمبراطورية الروسية.
كما وُجد أفرادٌ عديدون نشطوا في منظمات، وحركات وأحزاب لاسلطوية، واشتراكية، واجتماعية ديموقراطية، وشيوعية، وكانوا يهوديي الأصل لكن لم يُعرّفوا كيهود بشكل صريح.
ومع تزايد قوة الصهيونية كحركة سياسية، تشكّلت أحزاب صهيونية اشتراكية، كحزب عمال صهيون (Poale Zion) الذي أسسه بير بوروخوف، كما وُجدت أنماط يسارية غير صهيونية للقومية اليهودية، مثل الإقليمية اليهودية (التي دعت لإنشاء وطن قومي لليهود، لكن ليس بالضرورة في فلسطين)، والاستقلالية الذاتية اليهودية (التي دعت لحقوق وطنية غير إقليمية لليهود في إمبراطوريات متعددة الجنسيات)، والشعبية التي ناصرها سيمون دبنوف (احتفت بالثقافة اليهودية للشعوب الناطقة باليديشية).
وفي أواخر القرن التاسع عشر وبدايات القرن العشرين، لعب اليهود دوراً كبيراً في الأحزاب الديموقراطية الاشتراكية في ألمانيا، وروسيا، والنمسا-هنغاريا، وبولندا.

## في ظل الاتحاد السوفييتي وفي وجه الفاشية
كما كانت الحال بالنسبة للثورات المتعددة المذكورة، رحّب اليهود حول العالم أيضاً بالثورة الروسية عام 1917، محتفين بسقوط النظام المترأس لحملات البروغوم المعادية للساميّة (اليهود)، ومؤمنين بأن النظام الجديد الذي كان ليُصبح الاتحاد السوفييتي سيهلّ بتحسينات لوضع اليهود في تلك المناطق، وشارك العديد منهم في الأحزاب الشيوعية، مشكّلين نسباً كبيرة من عضويّتها في العديد من الدول، بما فيها بريطانيا العظمى والولايات المتحدة الأمريكية.
ولكن الاتحاد السوفييتي اتّبع ما يمكن وصفه بالسياسات المترددة تجاه اليهود وثقافتهم، فتارةً كان يدعم تطوّرهم كثقافة قومية (مثل رعاية العديد من منح اللغة اليديشية، وإنشاء مقاطعة يهودية مستقلة ذاتياً في بيروبيجان)، وفي أحيان أخرى قام بعمليات تطهير معادية لهم، مثل التي أُجريت رداً على ما سمّي بمؤامرة الأطباء اليهود.
ومع حلول الفاشية في أجزاء من أوروبا في عشرينيات وثلاثينيات القرن العشرين، تمثّلت استجابة العديد من اليهود في الانخراط النشط باليسارية، وخصوصاً الأحزاب الشيوعية، والتي اصطفّت في جبهة الحركة المضادة للفاشية، ومن ثم ساهم اليسار اليهودي بدور كبير خلال الحرب العالمية الثانية في مقاومة النازيّة.

## اليهود الراديكاليون في أوروبا الوسطى والغربية
بدأ يهود الطبقة المتوسطة المندمجون نسبياً في أوروبا الوسطى والغربية بالبحث عن مصادر للراديكالية في التقليد اليهودي، علاوةً على الحركات المتجذرة في الطبقة العاملة اليهودية، فمثلاً استند مارتن بوبر على الحاسيديم في توضيح فلسفته اللاسلطوية، وكان والتر بنيامين متأثراً بشكل متساوٍ بالماركسية والمشيحانية اليهودية (الخلاص)، وكان جوستاف لانادور يهودياً متديناً وشيوعياً ليبرالياً، كما جمع يعقوب إسرائيل دي هان بين الاشتراكية واليهودية الحريدية، ورغم اعتناق بيرنار لازار اليساري الليبرالي للصهيونية اليهودية عام 1897، فإنه كتب إلى هرتزل (مؤسس الصهيونية) والمنطمة الصهيونية العالمية بعد سنتين: «أنتم برجوازيون في أفكاركم، ومشاعركم وآرائكم، إنكم برجوازيون في مفهومكم عن المجتمع».

## اليسار اليهودي المعاصر

### من ستينيات إلى تسعينيات القرن العشرين
بخمود الطبقة العمالية اليهودية في السنوات التالية للحرب العالمية الثانية، انطفأت مؤسساتها وحركاتها السياسية أيضاً، ومع ذلك نجت بعض بقايا منظمات هذه الطبقة، مثل دائرة العاملين، ولجنة العمّال اليهود، وجريدة ذا فوروورد في نيويورك، وجبهة العمال اليهود الدولية في أستراليا.

### من القرن الحادي والعشرين وحتى اليوم
أصبح النزاع الفلسطيني الإسرائيلي خلال العقد الأول من القرن الحادي والعشرين عنصراً محدداً في تركيب اليسار اليهودي المشتت، فتشكّلت موجة جديدة من المنظمات اليهودية لدعم القضايا الفلسطينية، وأنعشت منظمات مثل الصوت اليهودي من أجل السلام، والأصوات اليهودية المستقلة، والشبكة اليهودية العالمية المضادة للصهيونية، النداء اليهودي المعادي للصهيونية.
وبعد الحرب على غزة عام 2014، ركزّت العديد من المنظمات اليهودية اليسارية في الولايات المتحدة الأمريكية وكندا على المواجهة المباشرة للمنظمات الاستيطانية اليهودية، مثل الاتحاد اليهودي، ولجنة الشؤون العامة الأمريكية الإسرائيلية (الأيباك)، ومركز الشؤون الإسرائيلية واليهودية في كندا، لدعمها الممارسات الإسرائيلية خلال هذه الحرب.